# Epitrocleite
L'epitrocleite è una forma di entesopatia simile alla epicondilite (gomito del tennista), ma molto più rara. La zona dolente è quella mediale e interessa vari muscoli quali:
- Flessore radiale
- Flessore ulnare del carpo
- Flessore palmare lungo.

L'infiammazione riguarda soprattutto chi pratica lo sport del golf, da cui deriva uno dei suoi nomi: gomito del golfista.

## Sintomatologia
Il sintomo più frequente è il dolore della zona coinvolta, che nel movimento si acutizza. In tali casi la manovra di Thompson risulta un aspetto diagnostico.

## Terapia
Come trattamento farmacologico è indicato la somministrazione di un analgesico. In ambito riabilitativo viene trattata recentemente con successo con la terapia con onde d'urto che in poche sedute generalmente risolve il problema. Nei casi refrattari può essere necessario ricorrere all'intervento chirurgico.